# Vuelta a España 2023/2. Etappe
Die 2. Etappe der Vuelta a España 2023 fand am 27. August 2023 statt und bildete den zweiten Teil des Auftakts der 78. Austragung des spanischen Etappenrennens in Katalonien. Die Strecke führte von Mataró über 181,8 Kilometer nach Barcelona, wo sich das Ziel am Montjuïc befand. Nach der Zielankunft hatten die Fahrer insgesamt 196,6 Kilometer absolviert, was 6,2 % der Gesamtdistanz der Rundfahrt entspricht.
Aufgrund der schlechten Wetterbedingungen wurde die Zeit für das Gesamtklassement neun Kilometer vor dem Ziel genommen. Den Etappensieg sicherte sich der Däne Andreas Kron (Lotto Dstny), der sich im Anstieg des Montjuïc vom Fahrerfeld absetzte und als Solist im Ziel ankam. Das Rote Trikot übernahm der Italiener Andrea Piccolo (EF Education-EasyPost).

## Streckenführung
Nach dem Start beim Port de Mataró führte die Strecke zunächst entlang der Küste durch Mataró in Richtung Nordosten. Im Anschluss wurde der Startort im Norden umrundet und die Fahrer nahmen bei Argentona den Coll de Sant Bartomeu (388 m) in Angriff, der bereits nach 7,6 Kilometern erreicht wurde und als Bergwertung der 3. Kategorie klassifiziert worden war. Im Hinterland führte die Strecke nun durch Montmeló und passierte dabei den Circuit de Barcelona-Catalunya. Bei Sabadell begann die Straße erneut zu steigen und führte für rund 20 Kilometer leicht bergauf zum Col d'Estenalles (870 m), auf dem eine Bergwertung der 2. Kategorie abgenommen wurde. Dieser wurde nach 66,3 Kilometern überquert und befand sich im Parc Natural de Sant Llorenç del Munt i l'Obac. Nach der anschließenden Abfahrt wurde Manresa etwa zur Hälfte der Etappendistanz durchfahren. Nach zwei nicht-kategorisierten Anstiegen bei Marganell und Olesa de Montserrat führte die Strecke entlang des Llobregat zurück nach Barcelona, wobei die Ortschaften von Sant Andreu de la Barca, Molins de Rei und Cornellà de Llobregat durchfahren wurden. In Letzterer wurde zudem 18,8 Kilometer vor dem Ziel der einzige Zwischensprint der Etappe ausgefahren.
Im Finale führte die C-31 zum Plaça d'Espanya, von wo aus der Montjuïc in Angriff genommen wurde. Die Auffahrt auf den Hausberg von Barcelona erfolgte über mehrere Stufen und führte vorbei am Font de Ceres, Poble Espanyol, Museu Nacional d’Art de Catalunya, Museu Etnològic de Barcelona und Plaça de Dante, ehe die letzte 900 Meter lange Rampe erreicht wurde, die eine durchschnittliche Steigung von 9,4 % aufwies. Die Auffahrt erfolgte entgegen der Fahrtrichtung der Carretera de Montjuïc, die auch von der Abschlussetappe Katalonien-Rundfahrt genutzt wird. Am höchsten Punkt wurde auf einer Höhe von 163 Metern neben den Jardins del Mirador eine Bergwertung der 3. Kategorie abgenommen. Zudem erfolgte hier ein Bonussprint, bei dem Zeitbonifikationen für das Gesamtklassement vergeben wurden. Nachdem die Bergwertung, die den Namen Castell de Montjuïc trug, überquert worden war, folgte eine schnelle Abfahrt über die Calle del Doctor Font y Quer. Hier wurde der Olympia-Komplex des Jahres 1992 umrundet, ehe die leicht ansteigende Zielankunft der Avinguda de l'Estadi erreicht wurde. Der Zielstrich befand sich neben dem Olympiastadion Barcelona.
|                            | Ort                   | Kilometer | Länge (km) | Höhe (m) | Ø Steigung |
| -------------------------- | --------------------- | --------- | ---------- | -------- | ---------- |
| Start                      | Mataró                | 0,0       |            |          |            |
| Bergwertung (3. Kategorie) | Coll de Sant Bartomeu | 7,6       | 6,6        | 388      | 4,5 %      |
| Bergwertung (2. Kategorie) | Col d'Estenalles      | 66,3      | 12,1       | 870      | 3,9 %      |
| Zwischensprint             | Cornellà de Llobregat | 163       |            |          |            |
| Bergwertung (3. Kategorie) | Castell de Montjuïc   | 178,2     | 0,9        | 163      | 9,4 %      |
| Bonussprint                | Castell de Montjuïc   | 178,2     |            |          |            |
| Ziel                       | Barcelona (Montjuïc)  | 181,8     |            |          |            |

## Rennverlauf
Bereits vor dem Start der Etappe wurde aufgrund des Regens festgelegt, dass die Zeiten für das Gesamtklassement bei der letzten Bergwertung auf dem Montjuïc genommen werden sollen. Während der Etappe entschied sich die Organisation dazu, die Zeit neun Kilometer vor dem Ziel am Fuße des Schlussanstiegs zu nehmen.
Unmittelbar nach dem Start führte die Strecke mit dem Coll de Sant Bartomeu auf einen Anstieg der 3. Kategorie. In der Steigung setzten sich mit Andrea Piccolo (EF Education-EasyPost), Javier Romo (Astana Qazaqstan), Joel Nicolau (Caja Rural-Seguros RGA) und Matteo Sobrero (Jayco AlUla) vier Fahrer vom Hauptfeld ab, wobei sich Javier Romo vor Joel Nicolau und Matteo Sobrero die meisten Punkte bei der Bergwertung sicherte. Kurz darauf schloss auch Jetse Bol (Burgos-BH) zu der Spitzengruppe auf, in der nun fünf Fahrer vertreten waren. Während das Team DSM-Firmenich um den gesamtführenden Lorenzo Milesi das Tempo im Hauptfeld gestaltete, baute die Fluchtgruppe ihren Vorsprung auf rund dreieinhalb Minuten aus. Matteo Sobrero setzte sich bei der zweiten Bergwertung der 2. Kategorie vor Javier Romo und Joel Nicolau durch und übernahm somit virtuell die Führung in der Sonderwertung. Bei einsetzendem Regen kamen Callum Scotson (Jayco AlUla), Pelayo Sánchez (Burgos-BH) und Oscar Onley (DSM-Firmenich) in einer Abfahrt auf nasser Fahrbahn rund 50 Kilometer vor dem Ziel zu Sturz, wobei letzterer das Rennen aufgeben musste. Joel Nicolau und Jetse Bol verloren den Kontakt zur Spitzengruppe und wurden wenig später vom Hauptfeld eingeholt, dessen Rückstand auf rund eineinhalb Minuten geschmolzen war.
Rund 30 Kilometer vor dem Ziel stürzte zunächst Andrea Piccolo in der Spitzengruppe, ehe es zu einem Sturz im Hauptfeld kam, in den auch Primož Roglič (Jumbo-Visma) und Geraint Thomas (Ineos Grenadiers) involviert waren. Während Andrea Piccolo wieder zur Spitze des Rennens aufschließen konnte, neutralisierten die Mannschaften Jumbo-Visma und Soudal Quick-Step die hektische Rennsituation im Hauptfeld, was dazu führte, dass das Tempo verringert wurde und der Vorsprung der Ausreißer erneut auf eineinhalb Minuten anwuchs. Schließlich waren es jedoch die Mannschaften DSM-Firmenich und Alpecin-Deceuninck, die die Geschwindigkeit nach wenigen Kilometern wieder erhöhten. Kurz darauf kam es in einer Rechtskurve zu einem weiteren Sturz, in den auch der gesamtführende Lorenzo Milesi involviert war. Der Italiener hatte zudem einen technischen Defekt und konnte nicht mehr zum Hauptfeld aufschließen. Nachdem auch Matteo Sobrero aus der Spitzengruppe zurückgefallen war, passierten Andrea Piccolo und Javier Romo die Neun-Kilometer-Marke mit einem Vorsprung von 19 Sekunden, womit Piccolo als neuer Gesamtführender feststand. Zugleich ließen sich die Gesamtklassement-Fahrer zurückfallen und ein kleines Feld, das um den Etappensieg fuhr, schloss wenig später zur Spitze des Rennens auf.
Im Schlussanstieg des Montjuïc griff zunächst Rémy Rochas (Cofidis) an, ehe sich Andreas Kron (Lotto Dstny) knapp vor der Bergwertung entscheidend absetzen konnte. Der Däne baute im Anschluss seinen Vorsprung in der Abfahrt weiter aus und gewann die Etappe als Solist vor Kaden Groves (Alpecin-Deceuninck) und Andrea Vendrame (AG2R Citroën), die sich im Sprint aus einer kleinen Gruppe durchsetzten.
In der Gesamtwertung übernahm Andrea Piccolo das Rote Trikot von Lorenzo Milesi, der mehr als sieben Minuten verlor. Auf den Plätzen zwei und drei der Gesamtwertung lagen mit Javier Romo und Iván García Cortina (Movistar) zwei Spanier, die einen Rückstand von elf bzw. 13 Sekunden aufwiesen. Mit seinem Etappensieg übernahm Andreas Kron die Führung in der Punktewertung, während sich Matteo Sobrero an die Spitze der Bergwertung schob. Andrea Piccolo führte auch die Nachwuchswertung an und sein Team EF Education-EasyPost lag an der Spitze der Mannschaftswertung. Nach dem Ausscheiden von Oscar Onley verbleiben noch 174 Fahrer im Rennen, von denen Javier Romo zum kämpferischsten Fahrer gewählt wurde.

## Ergebnis
| \| Etappenergebnis \| Etappenergebnis \| Etappenergebnis \| Etappenergebnis \| Etappenergebnis \| \| Fahrer \| Fahrer \| Land \| Team \| Zeit \| \| --------------- \| ------------------- \| --------------- \| ------------------------ \| --------------- \| \| 1. \| Andreas Kron \| Dänemark \| Lotto Dstny \| 4 h 10 min 06 s \| \| 2. \| Kaden Groves \| Australien \| Alpecin-Deceuninck \| + 0 s \| \| 3. \| Andrea Vendrame \| Italien \| AG2R Citroën Team \| + 0 s \| \| 4. \| Andrea Bagioli \| Italien \| Soudal Quick-Step \| + 0 s \| \| 5. \| Fernando Barceló \| Spanien \| Caja Rural-Seguros RGA \| + 0 s \| \| 6. \| Iván García Cortina \| Spanien \| Movistar Team \| + 0 s \| \| 7. \| Romain Grégoire \| Frankreich \| Groupama-FDJ \| + 0 s \| \| 8. \| Lennert Van Eetvelt \| Belgien \| Lotto Dstny \| + 0 s \| \| 9. \| Marijn van den Berg \| Niederlande \| EF Education-EasyPost \| + 0 s \| \| 10. \| Kobe Goossens \| Belgien \| Intermarché-Circus-Wanty \| + 0 s \| |                     |             |                          |                 |
| |                     |             |                          |                 |
| Quelle: ProCyclingStats |                     |             |                          |                 |
| Etappenergebnis |                     |             |                          |                 |
| Fahrer | Fahrer              | Land        | Team                     | Zeit            |
| 1. | Andreas Kron        | Dänemark    | Lotto Dstny              | 4 h 10 min 06 s |
| 2. | Kaden Groves        | Australien  | Alpecin-Deceuninck       | + 0 s           |
| 3. | Andrea Vendrame     | Italien     | AG2R Citroën Team        | + 0 s           |
| 4. | Andrea Bagioli      | Italien     | Soudal Quick-Step        | + 0 s           |
| 5. | Fernando Barceló    | Spanien     | Caja Rural-Seguros RGA   | + 0 s           |
| 6. | Iván García Cortina | Spanien     | Movistar Team            | + 0 s           |
| 7. | Romain Grégoire     | Frankreich  | Groupama-FDJ             | + 0 s           |
| 8. | Lennert Van Eetvelt | Belgien     | Lotto Dstny              | + 0 s           |
| 9. | Marijn van den Berg | Niederlande | EF Education-EasyPost    | + 0 s           |
| 10. | Kobe Goossens       | Belgien     | Intermarché-Circus-Wanty | + 0 s           |

## Gesamtstände
| \| Gesamtwertung \| Gesamtwertung \| Gesamtwertung \| Gesamtwertung \| Gesamtwertung \| \| Fahrer \| Fahrer \| Land \| Team \| Zeit \| \| ------------- \| ------------------- \| ---------------------- \| --------------------- \| --------------- \| \| 1. \| Andrea Piccolo \| Italien \| EF Education-EasyPost \| 4 h 27 min 23 s \| \| 2. \| Javier Romo \| Spanien \| Astana Qazaqstan Team \| + 11 s \| \| 3. \| Iván García Cortina \| Spanien \| Movistar Team \| + 13 s \| \| 4. \| Romain Bardet \| Frankreich \| Team DSM-Firmenich \| + 13 s \| \| 5. \| Max Poole \| Vereinigtes Königreich \| Team DSM-Firmenich \| + 13 s \| \| 6. \| Nélson Oliveira \| Portugal \| Movistar Team \| + 13 s \| \| 7. \| Imanol Erviti \| Spanien \| Movistar Team \| + 13 s \| \| 8. \| Enric Mas \| Spanien \| Movistar Team \| + 13 s \| \| 9. \| Einer Rubio \| Kolumbien \| Movistar Team \| + 13 s \| \| 10. \| Sean Flynn \| Vereinigtes Königreich \| Team DSM-Firmenich \| + 13 s \| |                     |                        |                       |                 |
| |                     |                        |                       |                 |
| Quelle: ProCyclingStats |                     |                        |                       |                 |
| Gesamtwertung |                     |                        |                       |                 |
| Fahrer | Fahrer              | Land                   | Team                  | Zeit            |
| 1. | Andrea Piccolo      | Italien                | EF Education-EasyPost | 4 h 27 min 23 s |
| 2. | Javier Romo         | Spanien                | Astana Qazaqstan Team | + 11 s          |
| 3. | Iván García Cortina | Spanien                | Movistar Team         | + 13 s          |
| 4. | Romain Bardet       | Frankreich             | Team DSM-Firmenich    | + 13 s          |
| 5. | Max Poole           | Vereinigtes Königreich | Team DSM-Firmenich    | + 13 s          |
| 6. | Nélson Oliveira     | Portugal               | Movistar Team         | + 13 s          |
| 7. | Imanol Erviti       | Spanien                | Movistar Team         | + 13 s          |
| 8. | Enric Mas           | Spanien                | Movistar Team         | + 13 s          |
| 9. | Einer Rubio         | Kolumbien              | Movistar Team         | + 13 s          |
| 10. | Sean Flynn          | Vereinigtes Königreich | Team DSM-Firmenich    | + 13 s          |

| Punktewertung | Punktewertung       | Punktewertung | Punktewertung          | Punktewertung |
| Fahrer        | Fahrer              | Land          | Team                   | Punkte        |
| ------------- | ------------------- | ------------- | ---------------------- | ------------- |
| 1.            | Andreas Kron        | Dänemark      | Lotto Dstny            | 30 P.         |
| 2.            | Kaden Groves        | Australien    | Alpecin-Deceuninck     | 25 P.         |
| 3.            | Andrea Vendrame     | Italien       | AG2R Citroën Team      | 22 P.         |
| 4.            | Andrea Piccolo      | Italien       | EF Education-EasyPost  | 20 P.         |
| 5.            | Andrea Bagioli      | Italien       | Soudal Quick-Step      | 19 P.         |
| 6.            | Javier Romo         | Spanien       | Astana Qazaqstan Team  | 17 P.         |
| 7.            | Fernando Barceló    | Spanien       | Caja Rural-Seguros RGA | 17 P.         |
| 8.            | Iván García Cortina | Spanien       | Movistar Team          | 15 P.         |
| 9.            | Matteo Sobrero      | Italien       | Team Jayco AlUla       | 15 P.         |
| 10.           | Romain Grégoire     | Frankreich    | Groupama-FDJ           | 13 P.         |

| Bergwertung | Bergwertung         | Bergwertung | Bergwertung            | Bergwertung |
| Fahrer      | Fahrer              | Land        | Team                   | Punkte      |
| ----------- | ------------------- | ----------- | ---------------------- | ----------- |
| 1.          | Matteo Sobrero      | Italien     | Team Jayco AlUla       | 6 P.        |
| 2.          | Javier Romo         | Spanien     | Astana Qazaqstan Team  | 6 P.        |
| 3.          | Andreas Kron        | Dänemark    | Lotto Dstny            | 3 P.        |
| 4.          | Joel Nicolau        | Spanien     | Caja Rural-Seguros RGA | 3 P.        |
| 5.          | Romain Grégoire     | Frankreich  | Groupama-FDJ           | 2 P.        |
| 6.          | Marijn van den Berg | Niederlande | EF Education-EasyPost  | 1 P.        |

| Nachwuchswertung | Nachwuchswertung    | Nachwuchswertung       | Nachwuchswertung      | Nachwuchswertung |
| Fahrer           | Fahrer              | Land                   | Team                  | Zeit             |
| ---------------- | ------------------- | ---------------------- | --------------------- | ---------------- |
| 1.               | Andrea Piccolo      | Italien                | EF Education-EasyPost | 4 h 27 min 23 s  |
| 2.               | Javier Romo         | Spanien                | Astana Qazaqstan Team | + 11 s           |
| 3.               | Max Poole           | Vereinigtes Königreich | Team DSM-Firmenich    | + 13 s           |
| 4.               | Einer Rubio         | Kolumbien              | Movistar Team         | + 13 s           |
| 5.               | Sean Flynn          | Vereinigtes Königreich | Team DSM-Firmenich    | + 13 s           |
| 5.               | Romain Grégoire     | Frankreich             | Groupama-FDJ          | + 15 s           |
| 6.               | Marijn van den Berg | Niederlande            | EF Education-EasyPost | + 17 s           |
| 7.               | Andrea Bagioli      | Italien                | Soudal Quick-Step     | + 19 s           |
| 8.               | Diego Camargo       | Kolumbien              | EF Education-EasyPost | + 19 s           |
| 9.               | Samuel Watson       | Vereinigtes Königreich | Groupama-FDJ          | + 19 s           |
| 10.              | Remco Evenepoel     | Belgien                | Soudal Quick-Step     | + 19 s           |

| Mannschaftswertung | Mannschaftswertung    | Mannschaftswertung     | Mannschaftswertung |
| Team               | Team                  | Land                   | Zeit               |
| ------------------ | --------------------- | ---------------------- | ------------------ |
| 1.                 | EF Education-EasyPost | Vereinigte Staaten     | 12 h 47 min 35 s   |
| 2.                 | Astana Qazaqstan Team | Kasachstan             | + 11 s             |
| 3.                 | Team DSM-Firmenich    | Niederlande            | + 13 s             |
| 4.                 | Movistar Team         | Spanien                | + 13 s             |
| 5.                 | Soudal Quick-Step     | Belgien                | + 19 s             |
| 6.                 | Groupama-FDJ          | Frankreich             | + 19 s             |
| 7.                 | Bahrain Victorious    | Bahrain                | + 23 s             |
| 8.                 | Ineos Grenadiers      | Vereinigtes Königreich | + 33 s             |
| 9.                 | Cofidis               | Frankreich             | + 35 s             |
| 10.                | Bora-Hansgrohe        | Deutschland            | + 41 s             |

## Ausgeschiedene Fahrer
- Oscar Onley (DSM-Frimenich): beendete die Etappe wegen eines Schlüsselbeinbruchs nicht[3]